# Ben Ricour
 (mars 2011).
Si vous disposez d'ouvrages ou d'articles de référence ou si vous connaissez des sites web de qualité traitant du thème abordé ici, merci de compléter l'article en donnant les références utiles à sa vérifiabilité et en les liant à la section « Notes et références ».
Pour les articles homonymes, voir Ricour.
Ben Ricour est un auteur-compositeur-interprète français, né le 27 mai 1975, à Paris.

## Biographie
Benjamin Ricour grandit à Malakoff, entouré de ses parents et de ses deux frères. Gaucher, il se met à la musique à l'âge de douze ans en empruntant la guitare classique pour droitier de son père. Il conserve et développe ce jeu par la suite.
Il commence par jouer avec son grand frère (bassiste), puis forme un groupe de lycée, Rock Spirit, avec lequel il s'essaie au chant. Mais c'est à l'île de Ré, où il passe ses vacances, qu'il prend conscience de ses possibilités vocales.
En 1991, Ben Ricour se consacre exclusivement à la musique et forme Arturo Pastor avec le chanteur et guitariste Jean-Michel Clairenbeaud. Il travaille son jeu de guitare et sa voix en tournant dans les cafés-bars et les festivals comme les Francofolies de La Rochelle, durant lesquelles il multiplie les rencontres artistiques (Louis Bertignac, Jacques Higelin qui le nommera, en 1997, Ministre du Temps qui Passe dans son gouvernement imaginaire). Sa collaboration avec le parolier Pierre Grillet est un tournant. En 1998, il est chanteur et guitariste sur l'album Poussière d'ange d'Arturo Pastor.
La carrière solo de Ben Ricour débute chez EMI sous le nom de Ricour : seul le single Qu'est-ce qui fait qu'on fait qu'un est édité en 2001. S'ensuivent les albums L'Aventure en 2005, puis Ton image en 2007 chez Warner Music France.
En plus de ses propres tournées, Ben Ricour assure également de nombreuses premières parties (Véronique Sanson, Sinclair, James Blunt, Mathieu Boogaerts, Tryo,Christophe Maé, Sinsemilia, Marc Lavoine, Sanseverino, Vanessa Paradis, Zazie). En tant qu'auteur-compositeur, Ben Ricour travaille avec des artistes comme Vanessa Paradis, Florent Pagny ou Michel Delpech. Il est notamment le compositeur de la chanson à succès J'traine des pieds interprété par Olivia Ruiz en 2005. Le titre se classe dans les meilleures ventes de France et de Belgique. Il est repris en 2007 sur scène par Les Enfoirés lors de La Caravane des Enfoirés et est gravé sur l'album live.
Sa guitare fétiche est une Takamine achetée d'occasion en Angleterre dans les années 1990. Sur scène, il utilise également un cajón placé sous le pied gauche. L'autre pied active un sampler, ce qui lui permet d'assurer une performance en solo.
Sur scène et en studio, Ben Ricour s'accompagne principalement des musiciens Phil Villar (basse), Pierre Caillot (batterie) et Éric Muller (guitare, banjo).
En 2010, sort l'album L'incroyable Histoire de Gaston et Lucie, collectif dont il fait partie, tout comme Gérald Genty, Pierre Santini, Carmen Maria Vega, Monsieur Lune, Oldelaf et Monsieur D, Yves Jamait et Cécile Hercule. C'est avec Phil Villar qu'il a commencé à préparer son prochain album dont la sortie était initialement prévue en novembre 2011. Un EP 5 titres s'intitulant Dans le futur, est d'ailleurs paru en avril 2011.
À la suite d'un grave ennui de santé qu'il rencontre en juin 2011, Ben Ricour repousse la sortie de son troisième album.
En 2012, l'artiste participe aux 36e rencontres d'Astaffort. La même année, il remplace Tom Poisson dans le collectif The Nino's pour quelques concerts du spectacle J'avais pas vu Mirza. Le trio reprend sur scène les titres de Nino Ferrer.
Sur le même principe, Ben Ricour intègre le groupe the Joe's qui propose les titres de Joe Dassin. L'album Wanted Joe Dassin voit le jour en octobre 2014 et le trio (également composé de Laurent Madiot et de Jean-Pierre Bottiau alias Cheveu) entame dans la foulée une tournée toujours en cours.

## Discographie

### Singles
- Qu'est-ce qui fait qu'on fait qu'un (2001)
- Vivre à même l'amour (2005)
- Le risque (janvier 2006)
- Je me réveille (mai 2006)
- L'heure d'hiver (septembre 2007)
- Amoureux amoureux (janvier 2008)
- Dans le futur (avril 2011)

### Compositions pour d'autres artistes
Ben Ricour écrit et compose pour d'autres artistes dont voici une liste non exhaustive.
- 2003 : Georges Alain Jones : Embrasse (no 6 en France, no 4 en Wallonie, no 26 en Suisse)
- 2005 : Olivia Ruiz : J'traîne des pieds (no 37 en France, no 23 en Wallonie[4], vendu à 115 000 exemplaires, sur l'album La femme chocolat vendu à 1 100 000 exemplaires)
- 2006 : Thierry Cham : Dans ton vœux (sur l'album Ma couleur)
- 2008 : Florent Pagny : Vivons la paix, Abracadabra (sur l'album Abracadabra)
- 2009 : Michel Delpech : Je passe à la télé (sur l'album Sexa)
- 2013 : Clarika : J'veux des lettres (sur l'album La Tournure des choses, également guitariste)
- 2013 : Vanessa Paradis : La crème, Sombreros (sur l'album Love Songs)
- 2014 : Gaël Faure : Sibérie (sur l'album De silences en Bascules)
- 2016 : Thomas Pradeau : T'aimer tue (sur l'album Le voici me voilà)
- 2017 : Ours : Liu Bolin (sur l'album Pops)

### Autres singles
- En 2006, à la suite de l’appel de Marc Lavoine, il participe au single Douce France avec « Les Enfants du Pays » en faveur du Collectif contre la Discrimination.

### Autres participations
- 1998 : Poussière d'ange, album d'Arturo Pastor : chant et guitare. Label Djembi Prod.
- 2003 : Moi César, 10 ans ½, 1m39 : deux reprises dans la bande son : Gloria et Baby please don't go.
- 2010 : L'Incroyable histoire de Gaston et Lucie, conte musical pour enfants, dans lequel il joue le rôle du roi. L'histoire paraît en livre-disque illustré accompagné d'un CD audio mais aussi en digipak double CD.
- 2013 : La vie d'écolier (sur l'album Enfantillages 2 d'Aldebert) avec Ours et Ben Mazué.
- 2013 : La traversée (en duo avec Francis Cabrel) (sur l'album Funambule de Grand Corps Malade) : guitare et des chœurs.
- 2014 - 2017 : Participation au groupe The Joe's avec Laurent Madiot et Cheveu.
- 2017 : Box 27 : interprète la chanson What if (la bande, écrite par Fabrice Aboulker le « prix de la meilleure musique » lors du 18e Festival de la Fiction TV de la Rochelle).
- 2017 : L'Éternelle émotion sur la compilation Chemin des Dames… Adieu la vie, adieu l'amour, label FrancoFans. CD Promo avec le FrancoFans magazine, interdit à la vente[5].